# Sturm und Drang
Sturm Und Drang — квінтет з Фінляндії, що виконує музику на стику класичного і сучасного hard'n'heavy мелодійного power metal.

## Історія
Назва гурту було взято з історії літератури XVIII століття. «Sturm Und Drang» (Буря і Натиск) — літературний рух епохи класицизму, засноване молодими німецькими письменниками, в тому числі Гете, які протестували проти оточуючого їх суспільства і культурного середовища. Це був перший, що коли-небудь існував, молодіжний рух, так що коли батько одного з музикантів, Хенккі Курікали, подав ідею такої назви групи, хлопці вирішили, що вона підходить якнайкраще.
Команда була заснована в місті Вааса на західному узбережжі Фінляндії восени 2004, коли дітям було по 12-13 років. Андре і Хенкка йшли додому з концерту Judas Priest. Виступ справив на них таке велике враження, що вони вирішили відтепер присвятити своє життя музиці. Їх однокласники Калле і Йеппе незабаром приєдналися до гурту, і перші репетиції почали проходити у будинку Калле. Їх першими піснями були кавери на Judas Priest і Dio, а перший концерт відбувся всього лише через кілька тижнів. Як би там не було, група незабаром зрозуміла, що їм потрібно більше гітарного звуку, і Алекс, старий друг Андре, отримав запрошення приєднатися.
Восени 2005 група записала демо «Rising Son» на студії Tits & Ass (Хальмштад, Швеція). Демо послали в HMC (Helsinki Music Company), де ніхто не міг повірити своїм вухам. Легендарний A & R менеджер HMC Аско Каллонен вимовив: «Це що, якийсь жарт?» Після спільного виступу Sturm Und Drang зі шведською групою The Hellacopters в Баші Аско переконався, що це не жарт, і в гурту на руках з'явився договір про запис. Після цього Sturm Und Drang стали проводити все більше часу на базі, репетируючи і пишучи нові пісні. Іноді вони вибиралися і давали концерти, як, наприклад, на підтримку легендарного Гленна Хьюза (Black Sabbath, Deep Purple).
Їх важка робота була винагороджена — Sturm Und Drang були оголошені найбільшою сенсацією 2007 року ще до того, як їх перший сингл «Rising Son» був випущений в лютому у Фінляндії. Незабаром сингл та відео на однойменну композицію вийшли в Швеції, і група потрапила в плей-листи в багатьох національних радіостанціях та телевізійних каналах в обох країнах.
Дебютний альбом Sturm Und Drang, що отримав назву «Learning To Rock», вийшов у Фінляндії 30 травня 2007 і відразу зайняв 3 місце в офіційному чарті альбомів. Скандинавський реліз вийшов 7 червня того ж року. У травні 2007 група підписала контракт з GUN Records, і альбом побачив світ у іншій частині Європи. Музика до альбому була написана гітаристом Андре Лінманом в співавторстві з його батьком, а також менеджером групи, Патріком Лінманом.
Другий за рахунком альбом групи, «Rock 'N' Roll Children», вийшов в 2008 році (трек-листи фінського і європейського релізів трохи відрізняються).
2014 року гурт заявив про припинення спільної творчої діяльності.

## Учасники
- Андре Линман — вокал, гітара
- Александер Іварс — гітара
- Йоель Вендлін — бас-гітара
- Єспер Вельрус — клавишні
- Калле Фаллунд — барабани, перкусія

## Колишні учасники
Henrik Kurkiala (2004—2010) — бас-гитара
У лютому 2010 року басист Хенкка вирішив зосередитися на навчанні і покинув групу. Незабаром йому на заміну прийшов давній друг хлопців Джоел.

## Дискографія

### Альбоми
| Year | Інформація | Позиції в чартах | Позиції в чартах | Позиції в чартах | Позиції в чартах | Реалізація | IFPI сертифікати                     |
| Year | Інформація | GER              | AUT              | SWI              | POL              | Реалізація | IFPI сертифікати                     |
| ---- | --- | ---------------- | ---------------- | ---------------- | ---------------- | ---------- | ------------------------------------ |
| 2007 | Learning to Rock - Дебютний студійний альбом - Випущений: 30 травня, 2007 (Фінляндія), 2 червня 2007 (Північна Європа) |                  |                  |                  |                  |            | - Австрія: - Німеччина: - Швейцарія: |
| 2008 | Rock 'n Roll Children - Випущений: 12 листопада, 2008                                                                  |                  |                  |                  |                  |            |                                      |

### Сингли
| Рік  | Назва              | Альбом                |
| ---- | ------------------ | --------------------- |
| 2007 | «Rising Son»       | Learning to Rock      |
| 2007 | «Forever»          | Learning to Rock      |
| 2007 | «Indian»           | Learning to Rock      |
| 2007 | «Broken»           | Learning to Rock      |
| 2008 | «Break Away»       | Rock 'n Roll Children |
| 2008 | «A Million Nights» | Rock 'n Roll Children |

## Цікаві факти
У цей час Sturm Und Drang готують до випуску свій третій альбом, вихід якого очікується навесні 2011 року.